# Hällevadsholm
Hällevadsholm è un'area urbana della Svezia situata nel comune di Munkedal, contea di Västra Götaland.
La popolazione rilevata nel censimento 2010 era di 772 abitanti .